# Masdevallia trochilus
Masdevallia trochilus là một loài thực vật có hoa trong họ Lan. Loài này được Linden & André mô tả khoa học đầu tiên năm 1873.

## Hình ảnh

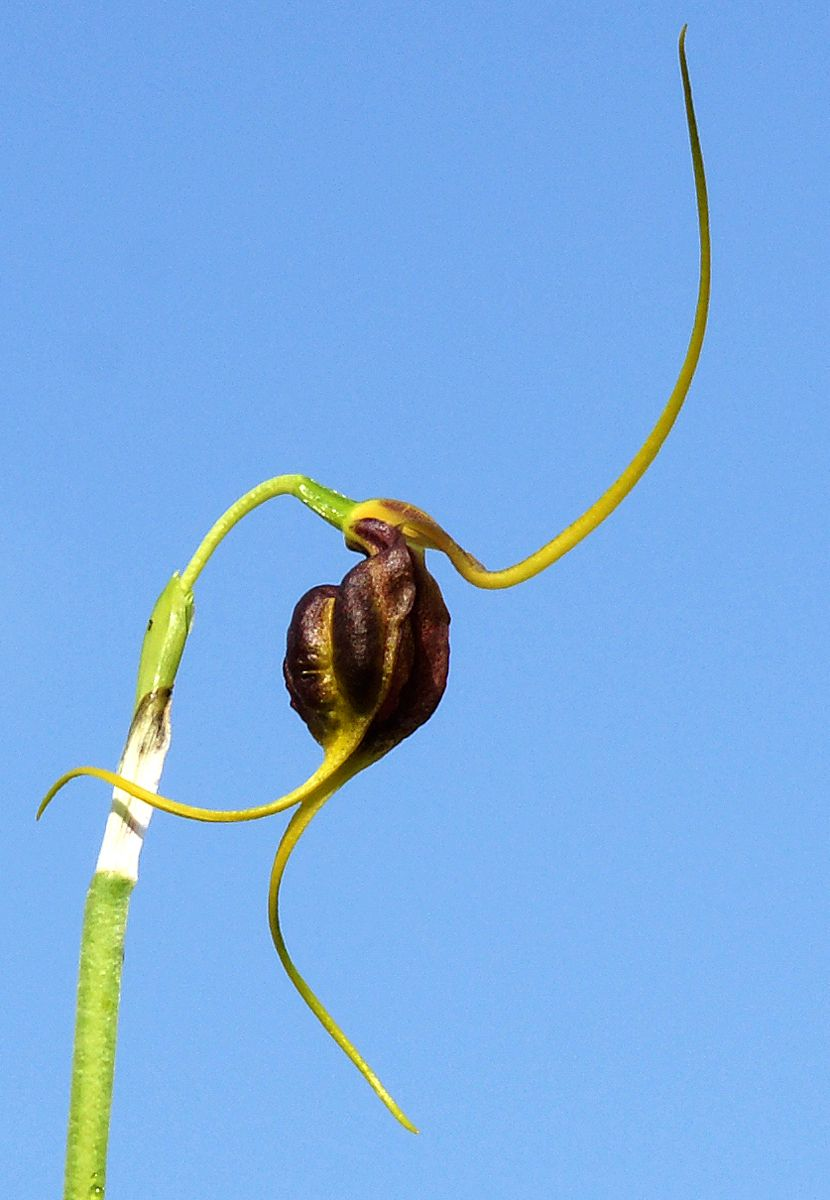
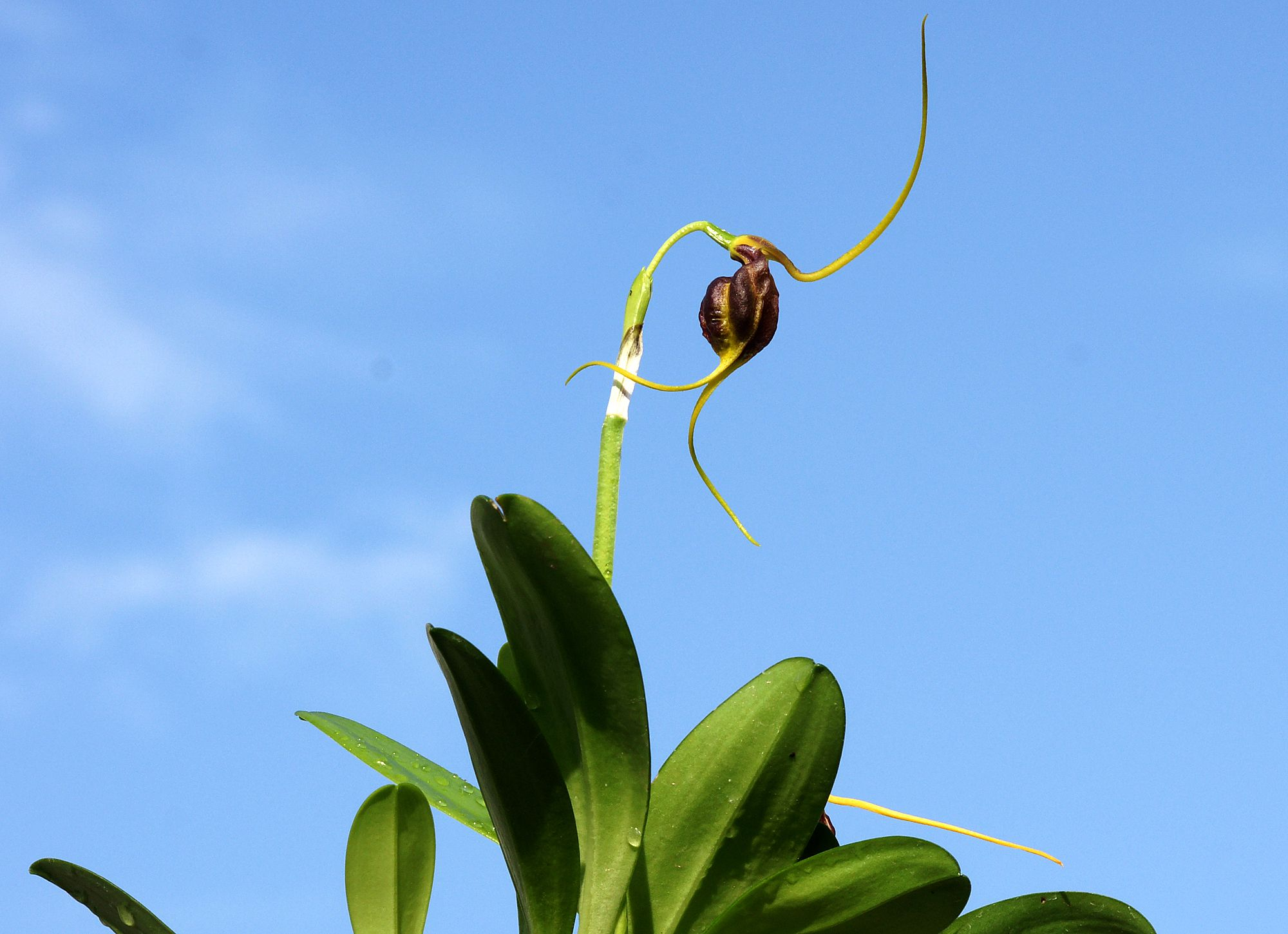
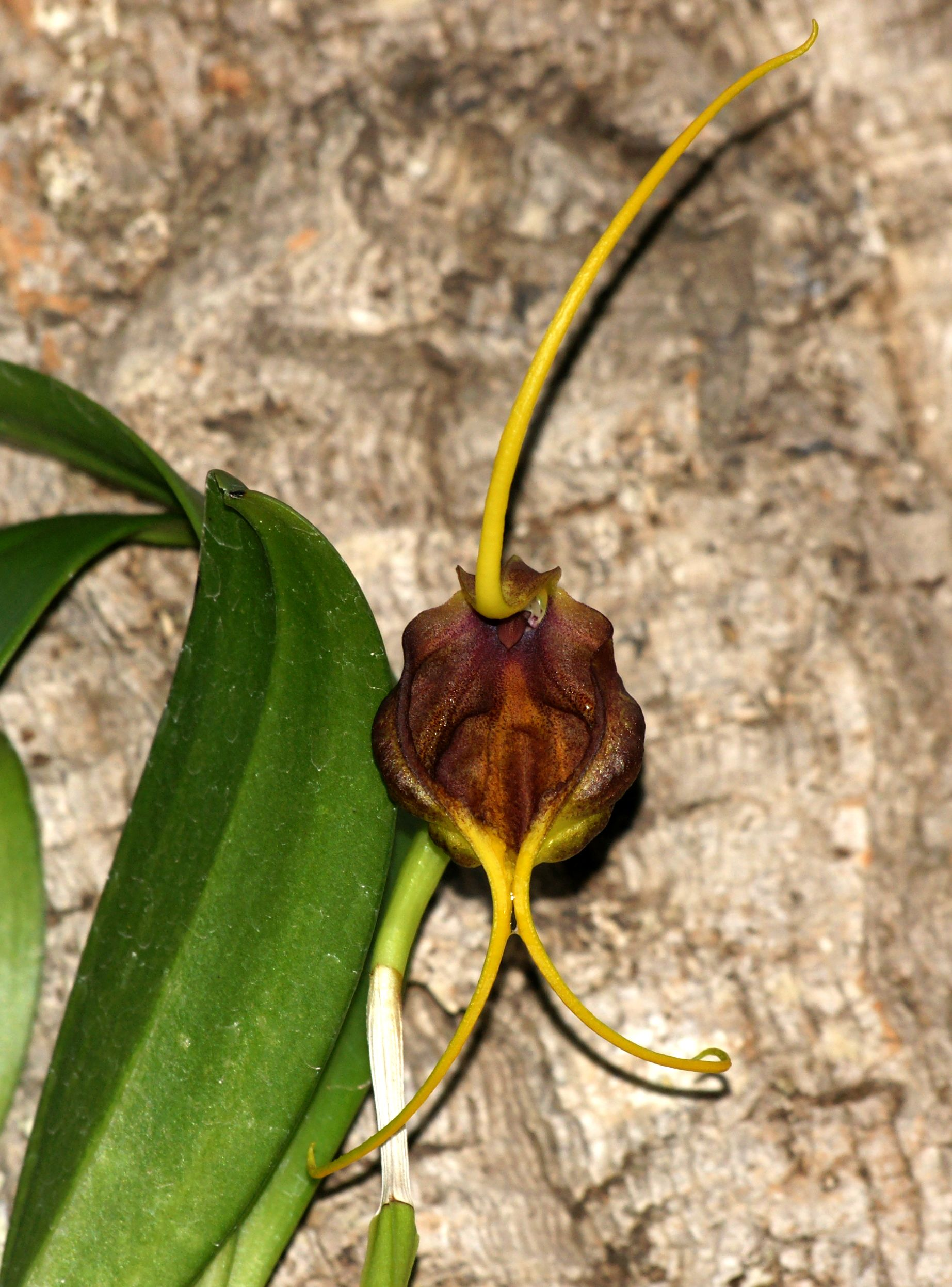
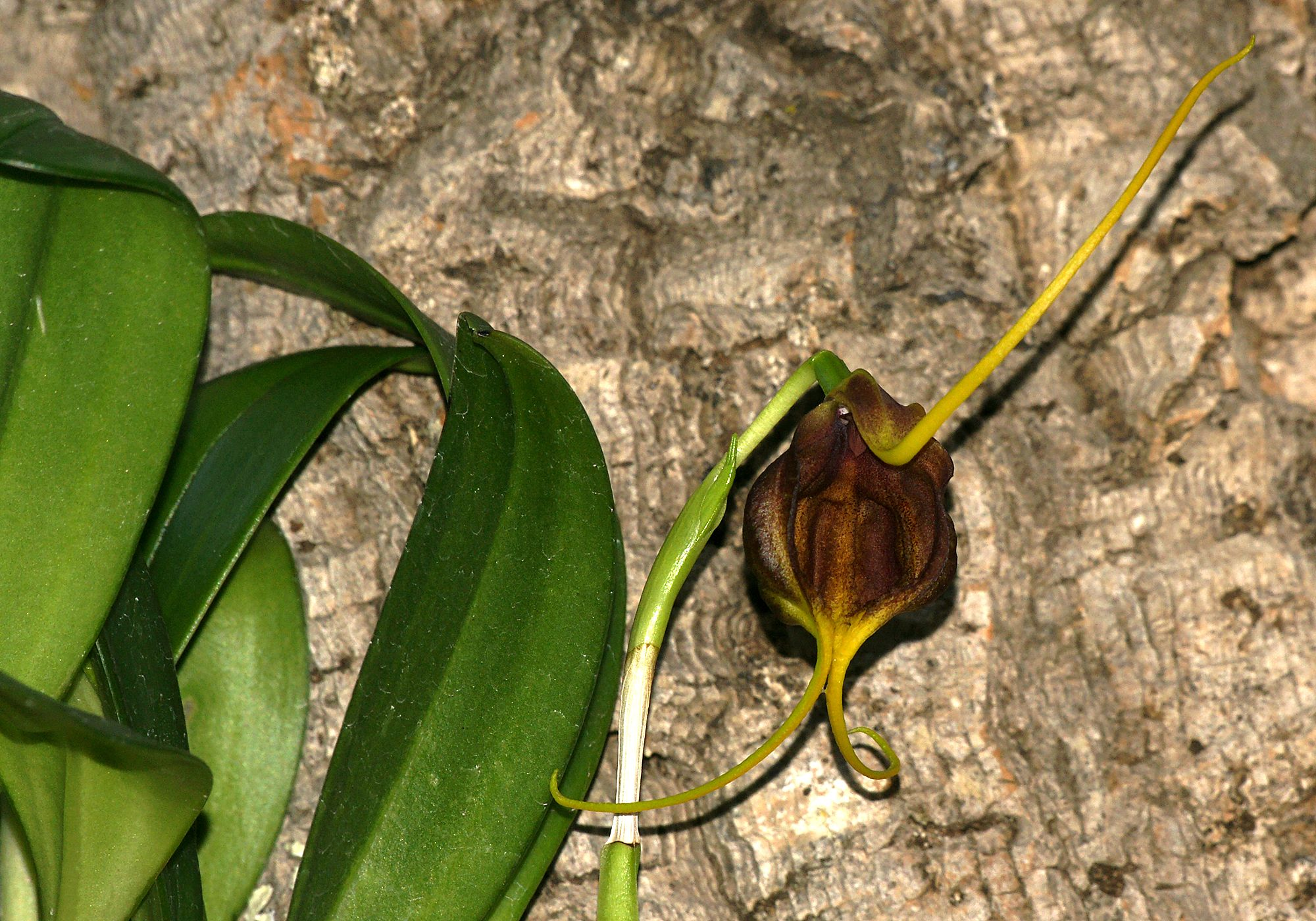